# تيموثي فيندلي
تيموثي فيندلي (بالإنجليزية: Timothy Findley)‏‏ (30 أكتوبر 1930 في تورونتو - 21 يونيو 2002 ) كاتب، وكاتب سيناريو، وروائي، وكاتب مسرحي من كندا.

## الجوائز
- فارس وسام الفنون والآداب
- ضابط وسام كندا
- جائزة إدغار
- وسام أونتاريو
- شارع المشاهير الكندي [الإنجليزية]‏
- جائزة الحاكم العام للروايات باللغة الإنجليزية [الإنجليزية]‏

## روابط خارجية
- تيموثي فيندلي على موقع IMDb (الإنجليزية)
- تيموثي فيندلي على موقع الموسوعة البريطانية (الإنجليزية)
- تيموثي فيندلي على موقع ألو سيني (الفرنسية)
- تيموثي فيندلي على موقع أول موفي (الإنجليزية)
- تيموثي فيندلي على موقع قاعدة بيانات الفيلم (الإنجليزية)
- تيموثي فيندلي على موقع كينوبويسك (الروسية)